# Abdallah Aberkane
Abdallah Aberkane (Gouda, 5 mei 2000) is een Nederlands voormalig voetballer die als rechtsback speelde.

## Carrière

### Ajax
Aberkane werd geboren in Gouda en speelde in de jeugd bij Ajax. In september 2015 debuteerde hij voor het Nederlands elftal onder 16 jaar. Op 10 september 2018 debuteerde de rechtsachter in het betaalde voetbal voor Jong Ajax, in de met 0-1 gewonnen uitwedstrijd tegen Jong AZ. Hij kwam na 65 minuten het veld op als vervanger van Dean Solomons.

### Sparta Rotterdam
In 2019 ging Aberkane op amateurbasis naar Sparta Rotterdam. Hij begon bij Jong Sparta in de Tweede divisie en debuteerde voor het eerste team in de Eredivisie. 

### Excelsior
In januari 2020 maakte hij de overstap naar SBV Excelsior waar hij een contract tot medio 2022 ondertekende. Hij maakte op 27 januari 2020 zijn debuut voor de club tegen Jong PSV, waar hij meteen in de basis mocht beginnen. De wedstrijd werd verloren met 2-1. Hij scoorde op 11 december 2020 zijn enige carrièregoal, tegen Jong FC Utrecht (2-3). Binnen een minuut nadat hij in de ploeg kwam, maakte hij een doelpunt op aangeven van Stijn Meijer. Hoewel Aberkane basisspeler was aan het einde van het seizoen 2021/22, en Excelsior promoveerde, werd zijn contract niet verlengd.

### FC Dordrecht
Na een halfjaar zonder club, werd Aberkane aangetrokken door FC Dordrecht. Hij mocht op 21 januari 2023 tegen Telstar meteen in de basis starten. Hij kwam tot 28 wedstrijden voor de club en maakte in de winterperiode van 2023/24 de overstap naar MFK Vyškov uit Tsjechië. Na een halfjaar werd zijn contract niet verlengd.

### Statistieken
| Seizoen                         | Club             | Land           | Competitie     | Competitie | Competitie | Beker | Beker | Totaal | Totaal |
| Seizoen                         | Club             | Land           | Competitie     | Wed.       | Dlp.       | Wed.  | Dlp.  | Wed.   | Dlp.   |
| ------------------------------- | ---------------- | -------------- | -------------- | ---------- | ---------- | ----- | ----- | ------ | ------ |
| 2018/19                         | Jong Ajax        | Nederland      | Eerste divisie | 4          | 0          | –     | –     | 4      | 0      |
| 2019/20                         | Sparta Rotterdam | Nederland      | Eredivisie     | 1          | 0          | 0     | 0     | 1      | 0      |
| 2019/20                         | Excelsior        | Nederland      | Eerste divisie | 7          | 0          | 0     | 0     | 7      | 0      |
| 2020/21                         | Excelsior        | Nederland      | Eerste divisie | 15         | 1          | 4     | 0     | 19     | 1      |
| 2021/22                         | Excelsior        | Nederland      | Eerste divisie | 31         | 0          | 2     | 0     | 33     | 0      |
| 2022/23                         | FC Dordrecht     | Nederland      | Eerste divisie | 16         | 0          | 0     | 0     | 16     | 0      |
| 2023/24                         | FC Dordrecht     | Nederland      | Eerste divisie | 11         | 0          | 1     | 0     | 12     | 0      |
| 2023/24                         | MFK Vyškov       | Tsjechië       | FNLiga         | 14         | 0          | 0     | 0     | 14     | 0      |
| Carrièretotaal                  | Carrièretotaal   | Carrièretotaal | Carrièretotaal | 99         | 1          | 7     | 0     | 106    | 1      |
| Bijgewerkt t/m 13 februari 2024 |                  |                |                |            |            |       |       |        |        |